# 錢貴妃 (南朝)
錢貴妃，錢姓，真名失傳（？－？），南北朝末年人，南朝陳宣帝陳頊的妃子，封貴妃。生皇九子河東王陳叔獻。

## 生平
錢氏原是陳頊在鄉里的結髮妻子，陳頊隨叔入江陵為官時，受到梁元帝賞識，得娶公主之女柳敬言，故以柳為正妻，錢氏則被降為側室。光大二年（568年），生皇九子河東王陳叔獻。陳頊稱帝後，封錢氏為貴妃，僅次於皇后。柳敬言雖為皇后，但她相當敬重錢貴妃，稱錢貴妃為姊，將最好的貢品先給錢貴妃，自己取其次的。錢貴妃卒年不詳。